# Georges Delahaie
 (mars 2020).
Si vous disposez d'ouvrages ou d'articles de référence ou si vous connaissez des sites web de qualité traitant du thème abordé ici, merci de compléter l'article en donnant les références utiles à sa vérifiabilité et en les liant à la section « Notes et références ».
Pour les articles homonymes, voir Delahaie.
Georges Delahaie né le 21 juin 1933 à Saint-Lambert-du-Lattay et mort le 6 mai 2014 à Saint-Malo est un sculpteur et médailleur français.

## Biographie
De son Anjou natal et ses études à l'École régionale des beaux-arts d'Angers, Georges Delahaie avait gardé une pondération raffinée, le goût du travail bien fait comme en témoignent ses maquettes.
Il découvre Brancusi, Henry Moore, puis à Paris l'effervescence des Beaux-Arts et l'art monumental dans l'atelier d'Alfred Janniot.
Après son diplôme, il se libère et rejoint sa maison-atelier à Plouër-sur-Rance. Il y réalise des œuvres monumentales en cuivre, en grès d'Erquy, en granit rose, en laiton, en aluminium et en bronze. Il sculpte le visage de Marianne, bronze d'un mètre dix, acquis par le maire de Versailles Étienne Pinte pour la salle des mariages de l'hôtel de ville. Ses trophées sont distribués aussi bien aux concours équestres de Dinard qu'au Branlebas de Régates. Certaines de ses sculptures objets sont éditées par Daum et par la Monnaie de Paris. Ses bijoux évoquent une anthologie mythologique et abstraite. 
« Ses sculptures, tantôt abstraites tantôt figuratives laissent une place importante à l'usage du signe et des symboles. Il a travaillé à plusieurs reprises dans le cadre d'une intégration de ses sculptures à des réalisations architecturales. »
Georges Delahaie épouse Claudine Demozay, ils ont une fille prénommée Ève[réf. nécessaire].
Il meurt à Saint-Malo le 6 mai 2014.

## Œuvres

### Collections publiques
- Calvaire de Saint Lunaire, 1958, Saint-Lunaire.
- Monument aux morts, 1962, granit, Pleurtuit.
- Monument à Yves Verney, 1963-1964, fondeur E. Godard à Paris, Dinard[2].
- Sculpture en cuivre rose, 1970, groupe scolaire de Kergoat, Brest.
- Sculpture en cuivre, Soleil Celte, 1972, Lycée Auguste Pavie, Guingamp
- Bas relief en cuivre, 1973, groupe scolaire Louis Pergaud, Aubergenville.
- Mémorial à tous nos morts de toutes les guerres, 1972-1974, sept stèles en granit de Languedias implantées en demi-cercle, Sainte-Anne-d'Auray[3].
- Sculpture en cuivre, 1974, groupe scolaire école de la Découverte, Saint-Malo.
- Fontaine en granit, 1975-1976, groupe scolaire Saint-Brice-en-Coglès.
- Totem en aluminium, 1975-1976, lycée de Guérande.
- Sculpture en aluminium, 1976, lycée de Morlaix.
- Fontaine en laiton, 1976, Dinard.
- Bas-relief en cuivre, 1976, lycée de jeunes filles, [Où ?].
- Hommage à Alain Colas et Éric Tabarly, 1977, haut-relief en cuivre, lycée hôtelier de Dinard.
- Sculpture en laiton, 1978, école primaire Danièle, Plaisir.
- Sculpture en granit, 1979, CES de Callac.
- Sculpture en laiton, 1979, CES de Ploufragan.
- Sculpture en laiton, 1981, CES de Loudéac.
- Bas-relief en cuivre et laiton, 1981, école du Centre, Plaisir.
- Sculpture fontaine, 1982, place Louis Guilloux, Saint-Brieuc.
- Totem en bois, 1982, lycée de Lamballe.
- Fontaine en granit, 1982-1983, collège de Plouër-sur-Rance.
- Sculpture fontaine en granit, 1986, Muzillac
- Sculpture en cuivre, 1986-1987, Starnberg, Bavière (Allemagne).
- Sculpture fontaine en granit, 1989, Noyal-sur-Vilaine.
- Sculpture fontaine en granit rose, 1989, Bain-de-Bretagne.
- Sculpture fontaine en grès d'Erquy, 1989, Saint-Brieuc.
- Sculpture Fontaine en granit rose, 1990, Bais.
- Sculpture fontaine en cuivre, 1990-1991, Saint-Domineuc.
- Sculpture fontaine en granit, 1990-1991, Bonnemain.
- Sculpture fontaine en granit, 1992, Josselin.
- Sculpture fontaine mobile en cuivre et laiton, 1993, Saint-Malo.
- Fontaine aux chevaux, 1993, bronze, place de la mairie, Lamballe[4].
- Haut-relief en bronze, 1994, bibliothèque, Saint-Herblon.
- Sculpture fontaine en bronze, 1994, place de la mairie, Saint-Méen-le-Grand.
- Sculpture fontaine en bronze, 1996, place du Général de Gaulle, Verneuil-sur-Seine.
- Sculpture fontaine en bronze, 1996, Penvénan.
- Sculpture fontaine en cuivre et laiton, 1996, Jersey.
- Fontaine en bronze, 2003, Pleurtuit.
- Fontaine du Syndicat départemental d'énergie des Côtes d'Armor, Saint-Brieuc.
- Monument aux morts, 1997, granit, Saint-Maudez.
- Sculpture en bronze, 1999, Starnberg (Allemagne).
- Le Baiser, passage à l'an 2000, 2000, place Salvador-Allende, Saint-Brieuc.
- Marianne, bronze, à Versailles, Évry, Dinan, Fougères, Chartres-de-Bretagne, Saint-Coulomb, Noyal-sur-Vilaine, Sarzeau et Plouër-sur-Rance.

### Commandes de laMonnaie de Paris
- 1982 : L'Œil éclaté.
- 1984 : Équinoxe.
- 1984 : La Geisha.
- 1988 : Sept.
- 1987 : Troisième prix de la pièce de dix francs centenaire de Roland-Garros.

### Commandes particulières
- sculpture en bronze, 1988, conseil régional de Bretagne, Rennes.
- République de Saint-Malo 1590-1594. Saint-Malo, 35400, 1990, médaille commémorative en bronze.
- Trophée du Concours hippique de Dinard, 1990, aluminium.
- Trophée du Concours hippique de Dinard, 1991, bronze.
- Trophée du CCI, Branlebas de régates de Saint-Malo, 1995, bronze.
- Trophée de Saint Grégoire, 1995, bronze.
- Mémorial Georges Matheron, 2000-2001, bronze et grès, École des mines, Fontainebleau.

## Expositions
- Dammarie-les-Lys, bois et pierre, 1961.
- Paris, Magasin Hermès, faubourg Saint-Honoré, cuivre et polyester, 1964.
- Boulogne-Billancourt, exposition de groupe, bronzes, 1979.
- Paris, galerie Galarté, exposition dessin et bronzes, 1980.
- Paris, Grand Palais, Triennale du petit bronze, 1981.
- Rennes, parc Oberthur, exposition de groupe, ardoise, 1981.
- Paris, hôtel de la Monnaie, exposition de la Médaille Objet, bronzes, 1985.
- Dinan, musée du Château, dessins, 1990.
- Paris, mairie du 6e arrondissement, exposition de groupe, marbre, 1er prix de sculpture, 1992.
- Montbazon, château d'Artigny, dessins, 1993.
- Jersey, exposition de groupe, marbre, bronze, cuivre, 1996.
- Jersey, exposition personnelle, marbre, bronze, bois, 1997.
- Atlanta, galerie Right Brain, exposition personnelle, bijoux, 1998.
- Grand-Leez, château du Petit Leez, galerie Dielman, exposition de groupe, bronzes, 1998.
- Paris, avenue Matignon, galerie MB18, exposition de groupe, bronzes, 1999.
- Starnberg, hôtel de ville, bronzes, bois, marbres, dessins, 1999.
- Jersey, musée AT Hélier, bronzes, bois, marbres, dessins, 1999.
- Paris, place de l'Odéon, Le Moniteur, bronzes, bois, marbres, dessins, 1999.